# Ivanka pri Dunaji
Ivanka pri Dunaji és un poble i municipi d'Eslovàquia que es troba a la regió de Bratislava, a l'extrem occidental del país, prop de la frontera amb Àustria.

## Història
La primera menció escrita de la vila es remunta al 1209.

## Demografia
| Godina             | 1994 | 2004    | 2014    | 2024    |
| ------------------ | ---- | ------- | ------- | ------- |
| Nombre de persones | 4589 | 5402    | 6245    | 7247    |
| Diferència         |      | +17,71% | +15,60% | +16,04% |

| Godina             | 2023 | 2024   |
| ------------------ | ---- | ------ |
| Nombre de persones | 7172 | 7247   |
| Diferència         |      | +1,04% |

## Viles agermanades
- Pozořice, República Txeca